# Cimetière de Milltown
Le cimetière de Milltown (en anglais : Milltown Cemetery, en irlandais : Reilig Bhaile an Mhuilinn) est un cimetière situé à Belfast, en Irlande du Nord, près de Falls Road.

## Célébrités
- Giuseppe Conlon, l'un des Sept Maguire, condamné à tort à 12 ans de prison y est enterré.